# رای کاری (شناگر)
رای کاری (به انگلیسی: Ray Carey) (زادهٔ ۱ ژوئن ۱۹۷۳) شناگر اهل ایالات متحده آمریکا است.